# Calzontes Abajo
Calzontes Abajo es uno de los 35 cantones del municipio de Santa Ana

## División Política
Para su división política Calzontes Abajo se divide en 8 caseríos:
- Calzontes Abajo
- Piedra Pacha
- Los Chacón
- La Roca
- La Colonia
- San Pablo Monedero
- Los Vanegas
- San Enrique